# داوید ییرکا
داوید ییرکا (چکی: David Jirka؛ زادهٔ ۴ ژانویهٔ ۱۹۸۲) قایقران روئینگ اهل جمهوری چک است.